# Aix (mitologia)
Aix era uma cabra tão horrenda que os Titãs, não querendo vê-la, pediram a sua mãe Terra (Gaia) para escondê-la. Terra a enviou para Creta e, graças a isto, mais tarde viria a amamentar Júpiter (Zeus) quando este era criança. De sua pele, Júpiter (Zeus) fez uma couraça, a Égide. De um de seus chifres, fez a Cornucópia, que ofereceu à Amaltéia.